# Passalora passaloroides
Passalora passaloroides är en svampart som först beskrevs av Georg Winter, och fick sitt nu gällande namn av U. Braun & Crous 2003. Passalora passaloroides ingår i släktet Passalora och familjen Mycosphaerellaceae.   Inga underarter finns listade i Catalogue of Life.